# 但特書店

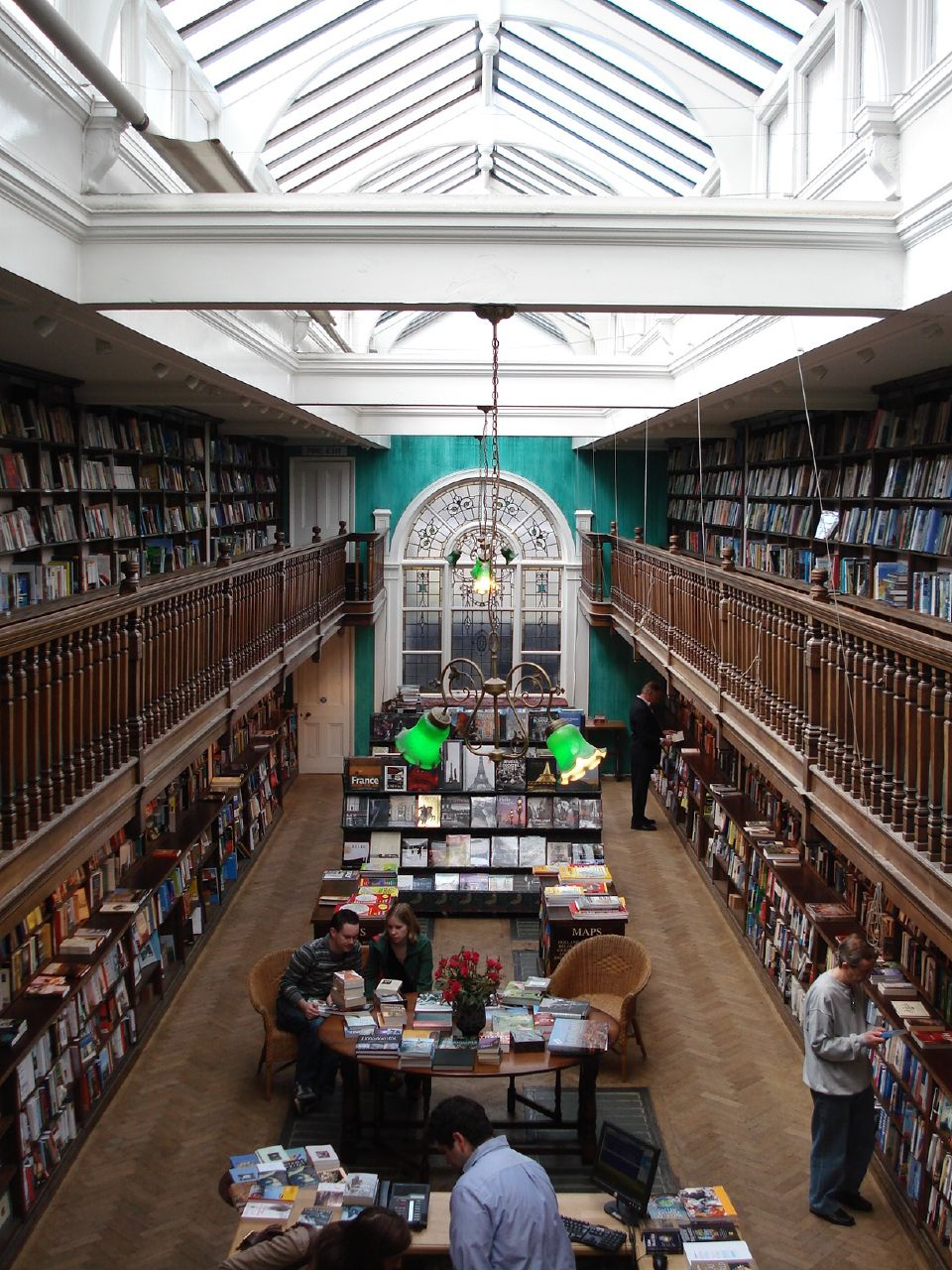

但特書店是原指一間位於倫敦馬里波恩大街的書店，以售賣旅遊書籍聞名，近年但特書店同時經營印刷業務，並且成為連鎖書店。但特書店原身是愛德華皇朝的建築，自1910年起已改建成書店，名為弗朗西斯·愛德華茲，至1990年，易手予前銀行家詹姆士·但特。但特書店近期積極拓展，切爾西、荷蘭公園、齊普賽街和漢普斯特得都有其分店。